# Danny DeKeyser
Daniel Christopher "Danny" DeKeyser, född 7 mars 1990, är en amerikansk professionell ishockeyback som spelar för Detroit Red Wings i National Hockey League (NHL). Han har tidigare spelat för Grand Rapids Griffins i American Hockey League (AHL); Western Michigan Broncos i National Collegiate Athletic Association (NCAA) samt Sioux City Musketeers i United States Hockey League (USHL).
DeKeyser blev aldrig NHL-draftad.

## Statistik
| 2006–2007   | Detroit Compuware        | T1EHL       | 26  | 3  | 6   | 9   | 30  | —  | — | — | — | —  |
| 2007–2008   | Detroit Compuware        | T1EHL       | 25  | 1  | 13  | 14  | 26  | —  | — | — | — | —  |
| 2008–2009   | Trail Smoke Eaters       | BCHL        | 58  | 8  | 17  | 25  | 12  | 3  | 1 | 0 | 1 | 4  |
| 2009–2010   | Sioux City Musketeers    | USHL        | 41  | 1  | 10  | 11  | 12  | —  | — | — | — | —  |
| 2010–2011   | Western Michigan Broncos | NCAA        | 42  | 5  | 12  | 17  | 43  | —  | — | — | — | —  |
| 2011–2012   | Western Michigan Broncos | NCAA        | 41  | 5  | 12  | 17  | 42  | —  | — | — | — | —  |
| 2012–2013   | Detroit Red Wings        | NHL         | 11  | 0  | 1   | 1   | 2   | 2  | 0 | 0 | 0 | 0  |
|             | Western Michigan Broncos | NCAA        | 35  | 2  | 13  | 15  | 22  | —  | — | — | — | —  |
|             | Grand Rapids Griffins    | AHL         | —   | —  | —   | —   | —   | 6  | 0 | 1 | 1 | 0  |
| 2013–2014   | Detroit Red Wings        | NHL         | 65  | 4  | 19  | 23  | 30  | 5  | 0 | 0 | 0 | 6  |
| 2014–2015   | Detroit Red Wings        | NHL         | 80  | 2  | 29  | 31  | 42  | 7  | 1 | 0 | 1 | 12 |
| 2015–2016   | Detroit Red Wings        | NHL         | 78  | 8  | 12  | 20  | 44  | 5  | 0 | 1 | 1 | 4  |
| 2016–2017   | Detroit Red Wings        | NHL         | 82  | 4  | 8   | 12  | 33  | —  | — | — | — | —  |
| 2017–2018   | Detroit Red Wings        | NHL         | 65  | 6  | 6   | 12  | 28  | —  | — | — | — | —  |
| 2018–2019   | Detroit Red Wings        | NHL         | 52  | 5  | 15  | 20  | 39  | —  | — | — | — | —  |
| 2019–2020   | Detroit Red Wings        | NHL         | 8   | 0  | 4   | 4   | 4   | —  | — | — | — | —  |
| 2020–2021   | Detroit Red Wings        | NHL         | 47  | 4  | 8   | 12  | 18  | —  | — | — | — | —  |
| NHL totalt  | NHL totalt               | NHL totalt  | 488 | 33 | 102 | 135 | 240 | 19 | 1 | 1 | 2 | 22 |
| NCAA totalt | NCAA totalt              | NCAA totalt | 118 | 12 | 37  | 49  | 107 | —  | — | — | — | —  |

### Internationellt
| Källa: Uppdaterad: 2020-06-15 | Källa: Uppdaterad: 2020-06-15 | Källa: Uppdaterad: 2020-06-15 |         | Utv = Utvisningsminuter | Utv = Utvisningsminuter | Utv = Utvisningsminuter | Utv = Utvisningsminuter | Utv = Utvisningsminuter |
| År                            | Lag                           | Mästerskap                    | Matcher | Mål                     | Assists                 | Poäng                   | Utv                     |                         |
| ----------------------------- | ----------------------------- | ----------------------------- | ------- | ----------------------- | ----------------------- | ----------------------- | ----------------------- | ----------------------- |
| 2014                          | USA                           | VM                            | 8       | 0                       | 2                       | 2                       | 16                      |                         |
| 2017                          | USA                           | VM                            | 8       | 0                       | 0                       | 0                       | 6                       |                         |
| Senior totalt                 | Senior totalt                 | Senior totalt                 | 16      | 0                       | 2                       | 2                       | 22                      |                         |